# Operación Chariot
La Operación Chariot fue una de las acciones más intrépidas realizadas por los comandos británicos durante la Segunda Guerra Mundial, cuyo fin era destruir el dique seco de Saint-Nazaire, en poder de los alemanes, único capaz de albergar en su interior al acorazado Tirpitz. A pesar de las numerosas pérdidas humanas y materiales británicas, estos lograron su objetivo y el dique no volvió a estar operativo el resto de la guerra.

## Antecedentes

Ubicación de Saint-Nazaire en Francia, en el estuario del Loira.

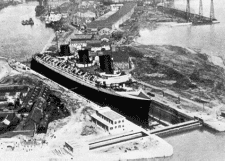
El transantlántico SS Normandie en el dique que lleva su nombre, y que es el objetivo del ataque de los comandos británicos. (imagen anterior a la guerra)

Aunque Gran Bretaña había derrotado a la Luftwaffe en la batalla de Inglaterra en 1940, el bloqueo marítimo que estaba sufriendo por parte de los submarinos alemanes la ponía nuevamente al borde de la derrota. Sumado a ese peligro, la acción de buques de superficie alemanes, como el Admiral Graf Spee y el poderoso Bismarck, dio a la situación un aire de preocupación, que inquietaba al mando británico.
Saint-Nazaire, ubicado en la costa francesa del Atlántico en la desembocadura del Loira, ofrecía a los alemanes un excelente refugio para sus submarinos, y además tenía un dique seco enorme, capaz de recibir a buques de gran tonelaje, incluido el gemelo del Bismarck, el Tirpitz. Los británicos suponían que si dejaban fuera de servicio este dique, la Kriegsmarine no se arriesgaría a mandar a sus escasos buques de superficie al Atlántico. Se basaba en el supuesto de que sin este dique seco disponible, cualquier barco alemán averiado debería forzar su paso por el canal de la Mancha o por el mar del Norte, lo cual sería demasiado arriesgado.

## Plan de ataque británico

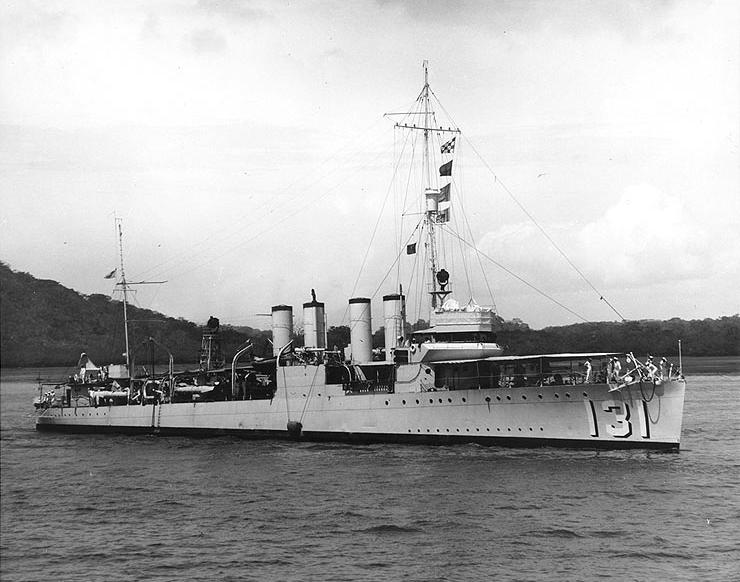
El HMS Campbeltown durante su servicio en la US Navy.

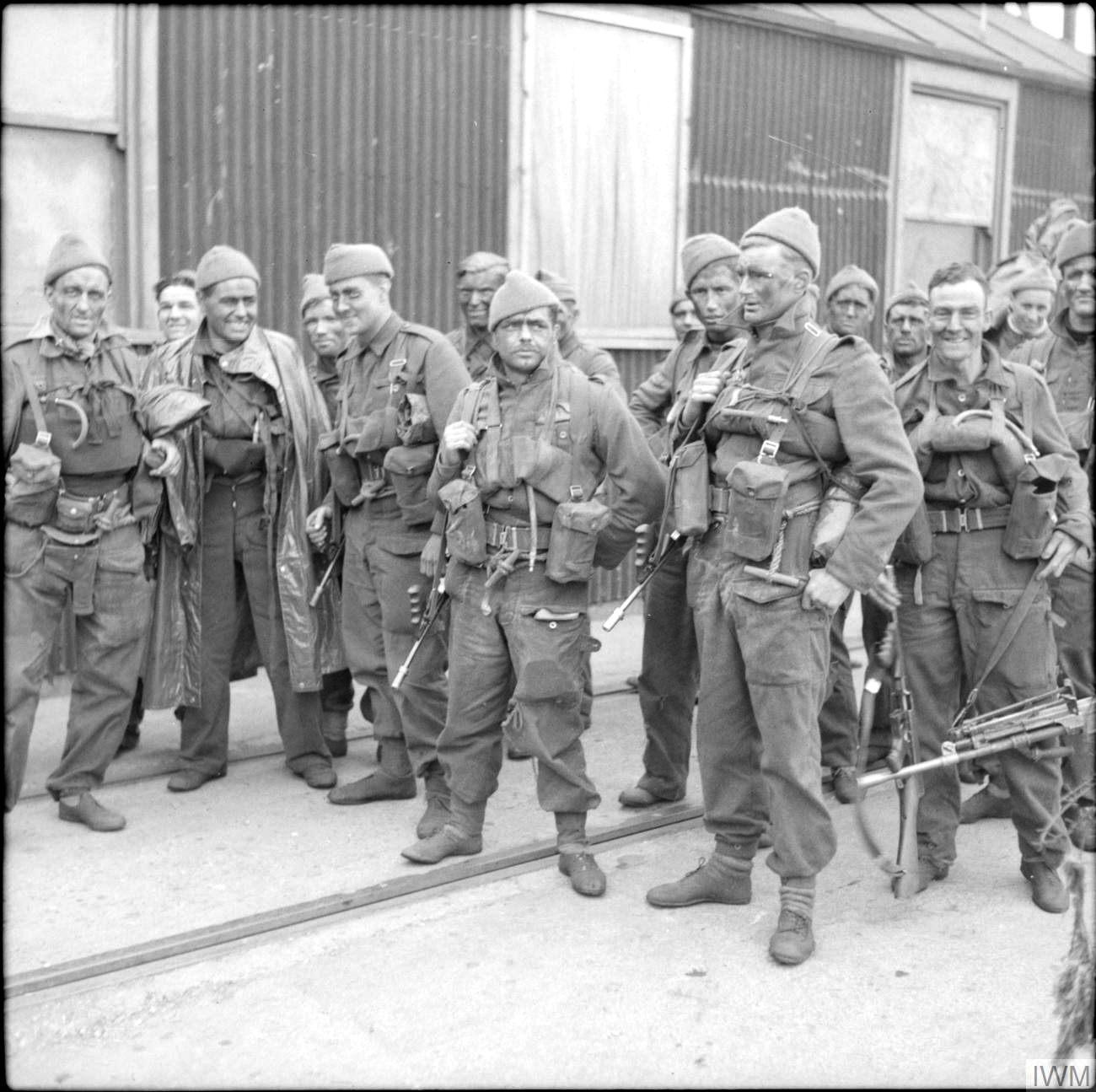
Comandos británicos, 1942.

El plan era destruir la esclusa del dique, para lo cual un destructor cargado de explosivos debería incrustarse en la misma. El destructor, que estaba armado con un sistema especial de detonación, se esperaba que explotara ocho horas más tarde, destruyendo la esclusa y dejando fuera de servicio al dique. Una vez que el destructor quedara literalmente clavado en la compuerta, los comandos y la tripulación del mismo saltarían a tierra, para destruir, junto con los grupos de demolición, las instalaciones del puerto y luego intentar escapar.
Las fuerzas del ataque serían tres destructores y dieciocho lanchas motoras, llevando en total a 611 comandos, algunas lanchas torpederas, una cañonera y el apoyo de cazas Spitfire de la RAF.
El destructor encargado de la destrucción de la esclusa era el HMS Campbeltown (antiguo destructor de cuatro chimeneas de la US Navy), al cual se le quitaron dos de sus chimeneas y se lo enmascaró para parecerse a un torpedero alemán de la clase Möwe. Estaba al mando del capitán de corbeta S.H. Beattie, y su armamento también fue modificado y se lo llenó de cargas explosivas, preparadas especialmente con un dispositivo que impediría a los alemanes su desactivación. Además el destructor sería hundido en el lugar del ataque por los mismos ingleses, abriendo las válvulas del fondo del barco, para que los alemanes no pudieran retirarlo a tiempo.
Los otros dos destructores ingleses serían la escolta durante el viaje, pero no participarían directamente del ataque.
Un total de sesenta bombarderos ingleses atacarían la zona portuaria poco antes del ataque de los comandos, como forma de distraer las defensas y de iluminar la zona del objetivo.
El capitán de corbeta Robert Ryder estaría al mando de la agrupación naval y el teniente coronel Newman mandaría las acciones en tierra.

## Defensa alemana

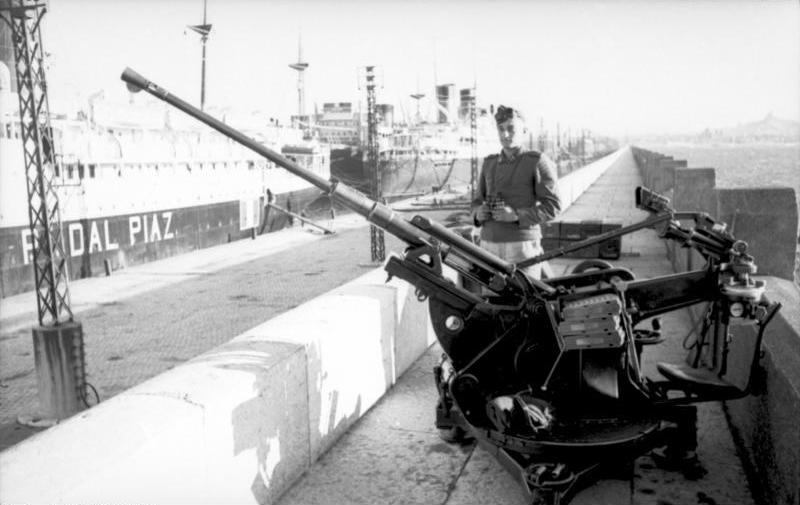
Cañón antiaéreo alemán de 20 mm.

Las defensas alemanas en el puerto eran de unos 5000 hombres, y otros 1000 más de las dotaciones de las baterías del estuario. La zona de los diques estaba protegida por esta brigada antiaérea armada con cañones de 88 mm, que podían ser usados tanto en su rol antiaéreo como también en función de batería de costa. El largo estuario antes de llegar al puerto estaba cubierto por trece cañones de 40 mm, alternados con veintiocho cañones de 20 mm. Sumado a esto tenían los alemanes los cañones del Batallón III, dos buques fuertemente armados y un batallón de artillería de costa, con cañones de gran calibre, en la desembocadura del estuario. Toda la zona del estuario estaba al mando del capitán de navío Zuckshwerdt.
El almirante Karl Doenitz se interesaba por la defensa de esta importante base naval, pero el comandante de la 7.ª Flotilla de Submarinos con base en Saint Nazaire consideraba improbable un ataque británico. Doenitz no estaba tan confiado, y no se equivocaba.

## La aproximación
La agrupación zarpó para su misión a las 14 horas del 26 de marzo de 1942, siendo cubierta por los Spitfires. En la mañana del día siguiente avistaron a un submarino alemán, al cual combatieron obligándolo a sumergirse. Pero varias horas más tarde el submarino alemán volvió a emerger y pudo mandar un claro mensaje anunciando la formación naval descubierta. Si los alemanes hubieran tomado medidas, seguramente la incursión británica habría fracasado, pero creyeron que la misión de este convoy era muy diferente.
En la tarde del 27 de marzo los dos destructores de la escolta se retiraron y en las embarcaciones británicas restantes ondeaba la bandera de combate alemana, como forma de confundir a las defensas enemigas.

## El ataque

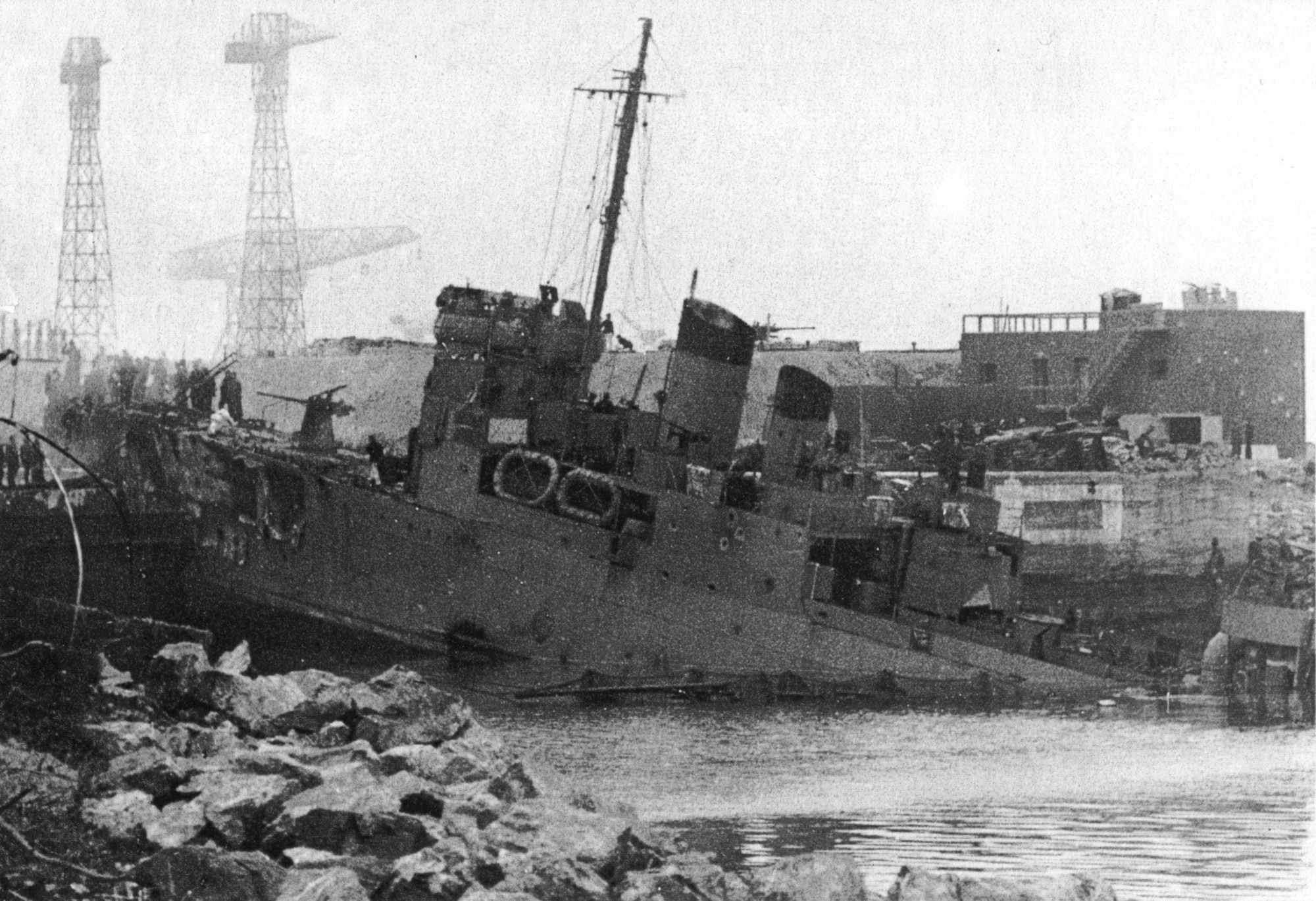
El HMS Campbeltown se incrustó en las puertas del muelle. Tenga en cuenta la posición del arma delantera expuesta en Campbeltown y la posición del arma antiaérea alemana en el techo del edificio en la parte trasera.

El ataque de los bombarderos, y en especial la forma en que fue realizado, despertó sospechas en el capitán de navío Mecke, que estaba a cargo de la brigada antiaérea. Ordenó a todos los puestos de vigilancia que estuvieran atentos, pues temía un lanzamiento de paracaidistas, o un ataque desde el mar, o ambas cosas simultáneamente.
Pasada la medianoche la flotilla británica ingresó en el estuario, debiendo sortear los bajíos del lechoso fondo. Siendo descubiertos por los vigilantes alemanes a la 1:20 de la madrugada, se puso en acción el plan de confusión. Pike, un marinero especialmente entrenado, intercambió señales luminosas con los puestos alemanes, tratando de aparentar ser un convoy alemán que llegaba en misión secreta, ganando con esta maniobra tiempo, mientras la formación seguía adentrándose en aguas del estuario.
Pero a la 1:28 ya no existía confusión acerca de la identidad e intenciones de la flotilla invasora, y los alemanes abrieron un mortífero fuego sobre las débiles embarcaciones británicas. Las mismas eran alcanzadas, así como los comandos que llevaban dentro. El destructor, al ser el mayor buque era el blanco predilecto de los artilleros alemanes. Con la mayor parte de sus tripulantes muertos o heridos por el fuego alemán, el Campbeltown igual pudo cumplir su misión, y se incrustó contra la esclusa del enorme dique. Se abrieron los grifos del fondo y la tripulación y comandos abandonaron el barco como mejor pudieron, para continuar atacando en tierra, y proteger un puente por el cual deberían retirarse más tarde.
Los comandos eran atacados por fuego desde los techos de los edificios, desde las baterías y desde varias embarcaciones distribuidas por el puerto, e incluso seis de ellas dentro del mismo dique seco. El resultado pronto se sintió en un número enorme de bajas y en la imposibilidad de realizar algunas de las misiones asignadas.
Mientras esto ocurría, las escuadras mandadas por Newman realizaban su trabajo, destruyendo instalaciones portuarias, colocando cargas explosivas en los barcos del puerto y combatiendo al mismo tiempo con los alemanes, que acudían cada vez en mayor número al lugar de las acciones y comenzaban a ganar de a poco en el combate con los comandos.

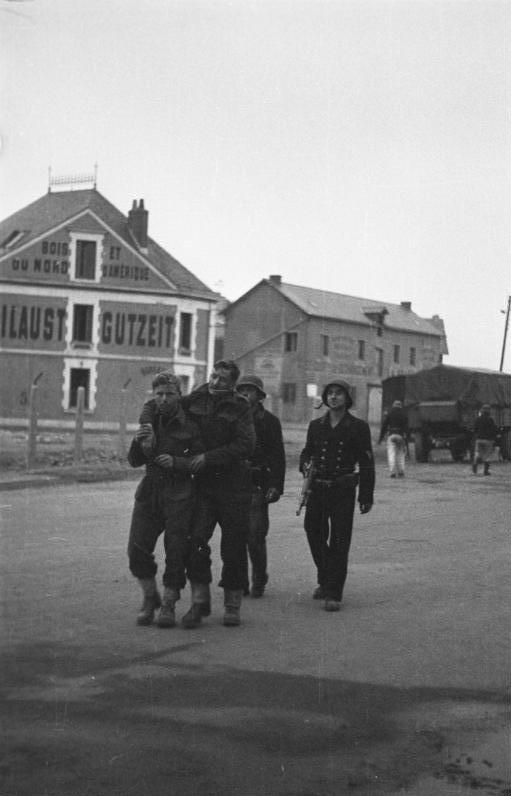
Comandos prisioneros bajo captura alemana.

La lancha británica encargada de destruir la puerta interna del dique no pudo cumplir su misión, pues el Campbeltown no había penetrado en el dique y, por lo tanto, no le abrió el camino para realizar su tarea. Finalmente sus torpedos armados con espoletas de acción retardada fueron usados para atacar a la esclusa exterior del viejo acceso. Luego recogió a varios hombres del Campbeltown y se escabulló a 40 nudos rumbo a la salida del estuario, pero su comandante se detuvo a recoger más supervivientes, siendo finalmente alcanzada su nave por un proyectil de grueso calibre y pereciendo casi todos los hombres a bordo. Sin embargo, su comandante, el alférez de navío Wynn, que resultó herido, pudo ser salvado por un cabo que lo alejó del mar en llamas.
La retirada británica en esas condiciones se hacía muy difícil, pues las lanchas que se acercaban a rescatar a los comandos eran barridas por fuego de cañones pesados, ligeros y de ametralladoras. Al menos ocho lanchas ardían en el río, y con ellas se desvanecían las posibilidades de evacuación. Algunas pocas lograron cargar a cuantos soldados pudieron, pero también eran incendiadas por el fuego alemán. Otra lancha que logró socorrer a treinta tripulantes del destructor resultó alcanzada por un impacto directo, y solamente tres hombres sobrevivieron a la explosión.
La cañonera, con Ryder a bordo, logró salir del estuario, no sin antes tratar de ayudar a las lanchas que estaban siendo destruidas por las defensas alemanas. El resto de los británicos que quedaron atrapados en tierra se dividieron en grupos pequeños, tratando de huir hacia el campo, pero los alemanes los iban reduciendo y apresando.
Un oficial alemán interrogaba a los prisioneros a las diez de la mañana, diciendo que el plan inglés había fracasado porque los ingleses habían subestimado la resistencia de la esclusa del dique. Según él, no se la podía destruir con un destructor. Pero en esos momentos una terrible explosión se produjo. El Campbeltown cumplía su misión, y la esclusa se desintegró, muriendo en la explosión muchos alemanes que estaban a bordo del destructor y en sus alrededores. Algunos cálculos aproximados cifran en unos ciento cincuenta los muertos en la explosión.
Tiempo después, explotaron los torpedos con espoletas de retardo, y la esclusa del viejo acceso también resultó destruida.

## Consecuencias

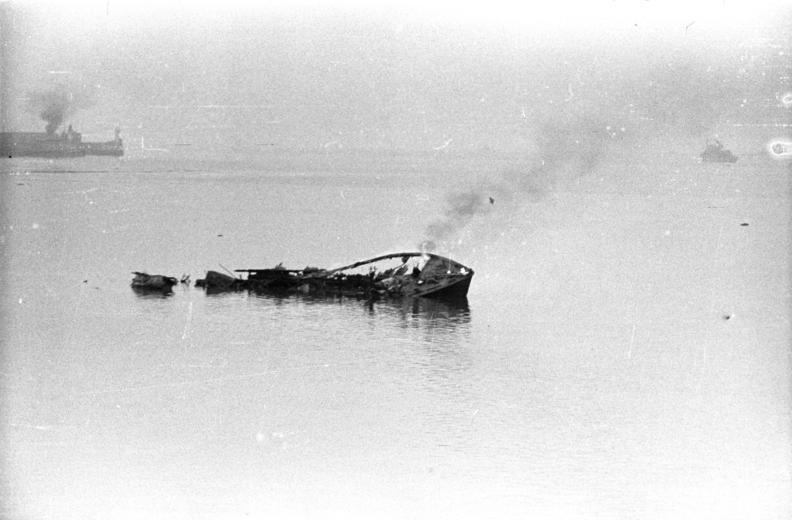
Restos de un lancha no identificada, 28 de marzo de 1942.

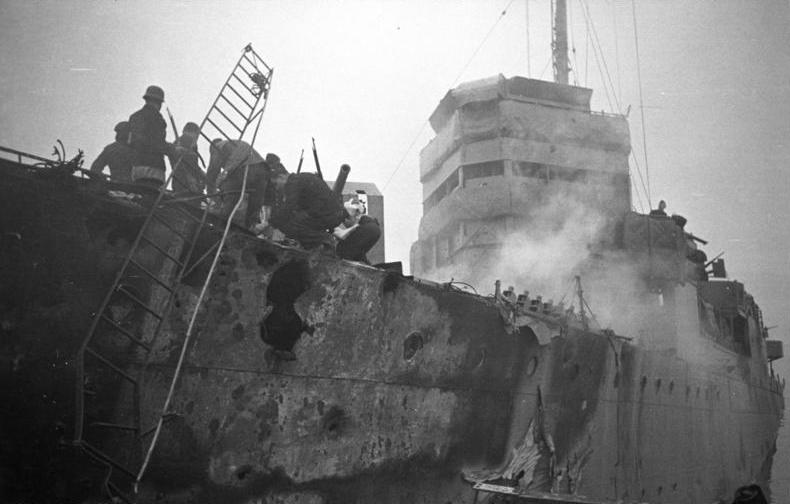
Cerca del HMS Campbeltown después de la incursión. Tenga en cuenta el daño de la carcasa en el casco y las obras superiores y el personal alemán a bordo del buque.

Solo dos de las dieciocho embarcaciones que entraron en el estuario lograron llegar a Inglaterra nuevamente. Un total de 169 hombres murieron en la acción, pero el objetivo pudo ser cumplido. El dique seco no volvió a ser utilizado por los alemanes, quienes debieron cerrar la brecha de la esclusa rota con obra viva. De esta forma, los grandes barcos alemanes no podrían ser reparados en Saint-Nazaire. Diez años más tarde el dique seco fue reacondicionado.
Esta misión fue recompensada por el lado británico con tres condecoraciones de la Cruz Victoria, entregadas a los supervivientes Ryder, Newman y Beattie, y otras dos entregadas a título póstumo.

## Curiosidades
En las acciones de esta operación, un sargento británico de nombre Thomas Durran recibió a título póstumo la primera y única Cruz Victoria concedida a un soldado del ejército por acciones en un combate naval. Este sargento ya había combatido en tierra durante la Operación Chariot y, a pesar de estar gravemente herido, lanzó una ráfaga de su subfusil desde una motolancha contra el puente de mando de un destructor alemán.
En el videojuego de PlayStation 2, Medal of Honor: European Assault, la Operación Chariot figura como la primera misión siendo representada con el nombre de la ciudad donde se libró la batalla (St. Nazaire), teniendo un total de cuatro niveles y siendo la más grande de dicho juego.

### En el cine
En 1968, y basada en esta operación, se rodó al película Misión suicida (Attack on the Iron Coast), protagonizada por Lloyd Bridges. En 2007 se estrenó el documental para televisión Greatest Raid of All Time, presentado por Jeremy Clarkson. En 2012 se estrenó el documental Turned Towards the Sun, dirigido por Greg Olliver, centrado en un sobreviviente de los comandos británicos de esta operación, Mickey Burn, que visita los lugares de los hechos.